# Il prigioniero
Il prigionero (título en español: El prisionero) es una ópera en un acto del compositor italiano Luigi Dallapiccola (1904 – 1975), sobre un libreto del propio compositor situada en una prisión de la Inquisición en Zaragoza en la segunda mitad del siglo XVI.
El libreto se basa en La tortura por la esperanza (1888), cuento de Villiers de l’Isle-Adam para la primera parte de la segunda escena; en La Légende d’Ulenspiegel et de Lamme Goedzak au pays de Flandres et ailleurs (1867) de Charles de Coster, para el final de la segunda escena; el poema de Víctor Hugo La Rose de l’Infante, para el prólogo; y por último, en una poesía de Lisa Pavarello incluida en E arrivato il cantastorie (1941), para la plegaria del Prisionero de la primera escena. La obra se divide cuatro escenas, y su duración es de 50 minutos, aproximadamente.
El estreno de la versión de concierto se realizó a través de la emisora de la RAI, y tuvo lugar el 1 de diciembre de 1949, por la Orquesta y Coro de Turín dirigidos por Hermann Scherchen. Unos meses más tarde, el 20 de mayo de 1950 y bajo la misma batuta, se estrenó en su versión escénica en el Teatro Comunal de Florencia.
El estreno en España tuvo lugar el 13 de febrero de 2010 en el Teatro de la Maestranza de Sevilla, en versión de concierto, con las voces de Alfredo García, barítono, en el papel del Il Prigioniero, Gustavo Peña, tenor, en los papeles de El Carcelero y El Gran Inquisidor y Georgina Chakos, soprano, encarnando a La Madre y La Orquesta de Córdoba dirigida por Santiago Serrate.
Esta ópera se representa poco; en las estadísticas de Operabase aparece la n.º 236 de las óperas representadas en 2005-2010, siendo la 71.ª en Italia y la primera de Dallapiccola, con 10 representaciones en el período.

## Personajes

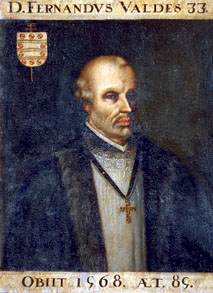
Retrato del Inquisidor General Fernando Valdés Salas (1568)

| Personaje                                | Tesitura       | Reparto el 20 de mayo de 1950 Director: Hermann Scherchen | Reparto el 13 de febrero de 2010 en España (vers. concierto) Director: Santiago Serrate | Reparto el 23 de octubre de 2016 en Teatro Colon Argentina Director: Christian Baldini |
| ---------------------------------------- | -------------- | --------------------------------------------------------- | --------------------------------------------------------------------------------------- | -------------------------------------------------------------------------------------- |
| El Prisionero (Un prisionero de Flandes) | barítono       | Scipio Colombo                                            | Alfredo García                                                                          | Leonardo Estévez                                                                       |
| La Madre (Madre del Prisionero)          | soprano        | Magda László                                              | Georgina Chakos                                                                         | Adriana Mastrangelo                                                                    |
| El Carcelero                             | tenor          | Mario Binci                                               | Gustavo Peña                                                                            | Fernando Chalabe                                                                       |
| El Inquisidor General                    | tenor          | Mario Binci                                               | Gustavo Peña                                                                            | Fernando Chalabe                                                                       |
| Primer Sacerdote (inquisidor)            | tenor          | Mariano Caruso                                            | Carlos Hermoso                                                                          | Duilio Smiriglia                                                                       |
| Segundo Sacerdote (inquisidor)           | barítono       | Giangiacomo Guelfi                                        | Javier Jiménez                                                                          | Fernando Grasi                                                                         |
| Verdugo (torturador)                     | Personaje mudo | Luciano Vela                                              |                                                                                         |                                                                                        |

## Argumento

### Prólogo
Al abrirse el telón se ve a la Madre junto a su hijo dormido, narrando en voz alta el sueño que tiene todas las noches: una figura terrible avanza hacia ella, sin que pueda hacer nada por evitarlo. Por sus rasgos, el espectro es el rey Felipe II de España, el amo de la Tierra. Al final del sueño, el rostro del rey siempre se transmuta en el de la mismísima muerte.

### Acto Único
Mazmorra subterránea del Tribunal del Santo Oficio en Zaragoza. El Prisionero tumbado en un camastro y la Madre junto a él. El hijo le cuenta que días atrás, el Carcelero se había dirigido a él con la dulcísima palabra de “Hermano” y que esa palabra le había dado fuerzas para seguir manteniéndose con vida, a pesar de las innumerables torturas a las que estaba siendo sometido. El Carcelero entra en la mazmorra y la Madre se despide de su hijo, sabiendo ambos que esa será la última vez que se vean.
En medio del silencio y la soledad, el Carcelero le repite la palabra “Hermano”, añadiendo otra nueva “Espera”. Casi en un susurro, el Carcelero informa al Prisionero que, allá lejos, en Flandes, ha estallado una revuelta y que los Mendigos, surcando los ríos en sus blancos veleros, están liberando una tras otra las ciudades flamencas. El rey Felipe y su Inquisición están retrocediendo ante el avance imparable de las fuerzas liberadoras, y muy pronto se oirán repicar las campanas de Gante anunciando la expulsión de los españoles. Así mismo el Carcelero le dice que hay alguien que vela por él y que la ansiada libertad está cerca. El Prisionero cambia la expresión de su desdichado rostro por otra de iluminada alegría, al haberle devuelto el Carcelero la esperanza.
Una vez que el Carcelero se ha marchado, el Prisionero piensa que ha sufrido una alucinación, pero se sobrepone y dirigiéndose a la puerta de la celda la encuentra abierta. Se arrodilla dando gracias a Dios y pidiéndole que le conceda la fuerza necesaria para escapar de allí. Ha salido de la celda cuando aparece el Verdugo que pasa a su lado sin verlo; sigue avanzando cuando se encuentra con los dos Sacerdotes que también pasan de largo sin advertirlo. Un soplo de aire fresco le indica, en las tinieblas, que la salida está cerca. Cuando logra salir a la oscuridad de la noche, se oye el tañido de las campanas ¡Felipe ha caído!
Al fin libre, el Prisionero sale al exterior exultante de alegría y, en un gesto que es un impulso de amor hacia toda la humanidad, abre los brazos para abrazar a un enorme cedro que preside el centro del patio. Desde detrás del cedro aparecen dos brazos como si quisieran devolverle el abrazo; son los brazos del Inquisidor General, que no es otro sino el Carcelero. Cuando el Inquisidor pronuncia dulcemente la palabra “Hermano”, el Prisionero comprende horrorizado, que la esperanza es la más atroz de todas las torturas que ha sufrido.
La hoguera está preparada, y mientras un coro de monjes reza en latín, el Inquisidor General, su Carcelero, lo anima tiernamente a que se entregue a las llamas para poder así alcanzar la libertad definitiva.